# Fort Saint-Ours
Le fort Saint-Ours est un ancien fort dans la commune de Loches, dans le département français d'Indre-et-Loire.
Dispositif fortifié secondaire du château de Loches, il est construit par étapes à partir du XIIe siècle. Au XXIe siècle, sa courtine est fortement délabrée, voire disparue par endroits. Il en subsiste une porte et une tour voisine de celle-ci, inscrite comme monument historique en 1968.

## Localisation
Le fort Saint-Ours se situe à l'est de l'enceinte principale à laquelle il est raccordé et en contrebas de l'église Saint-Ours ; il doit son nom au prieuré Saint-Ours construit avant lui et inclus dans le périmètre remparé.

## Histoire
La construction du fort commence au XIIe siècle mais une importante campagne de reprise a lieu au XIVe siècle avec des remaniements ultérieurs ; c'est du XIVe siècle que datent sans doute les fortifications encore visibles et qui semblent autant destinées à la protection de l'église paroissiale qu'à celle du château royal qui les surplombe.
En 1789, une partie de la courtine orientale s'effondre, sans doute en raison des nombreuses excavations creusées au fil des années dans le coteau.
La tour du fort située au nord-est, flaquant la porte nord, est inscrite comme monument historique par arrêté du 18 décembre 1968.

## Description

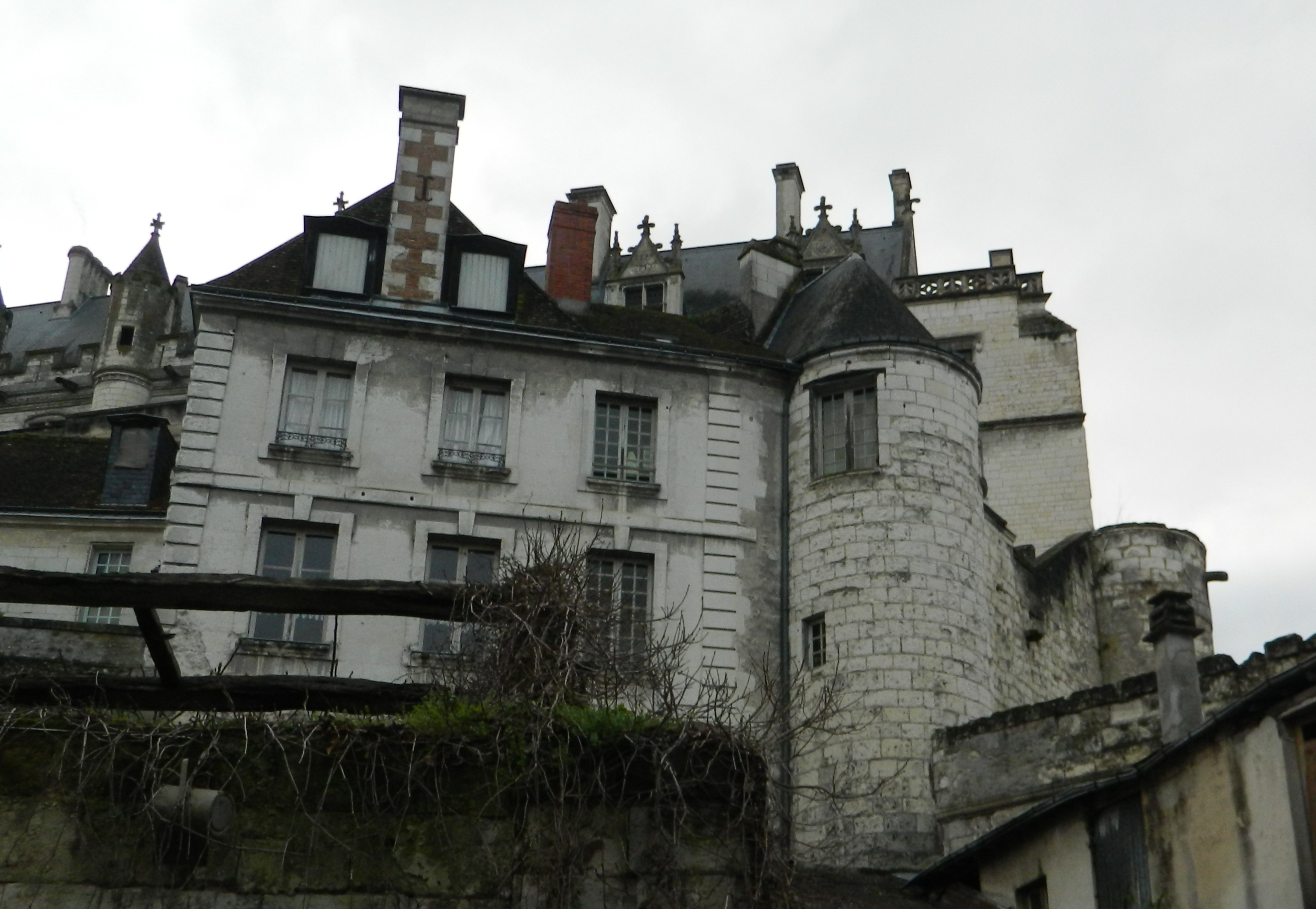
Tour du fort.

L'enceinte du fort circonscrit un escarpement du coteau situé en contrebas de la forteresse et du château royal ; cet escarpement est nivelé et son enceinte rejoint, au nord et au sud, celle de la cité royale.
Si la porte sud de l'enceinte a disparu, l'entrée nord est flanquée de deux tours protégées par un pont dormant nord mentionné au XVIe siècle. Une autre tour, à l'est, est montée en plusieurs fois ; si sa partie inférieure date de la construction initiale de l'enceinte, sa partie supérieure est édifiée au XVIIe siècle.

## Pour en savoir plus